# Artesa de Lleida
Artesa de Lleida és un municipi de la comarca del Segrià.
El terme municipal d'Artesa de Lleida té 24,06 km² d'extensió. El poble d'Artesa de Lleida és l'únic nucli de població agrupada del terme. Algunes de les partides del municipi són Montlleu, el Saladar, Castelló, la Serra, el Pla de les Moles, els Colomers, les Fonts.
Com a conreus predominants existeixen la fruita dolça, la fruita de pinyol i els cereals de tot tipus (blat, ordi, pèsols...).

## Geografia
- Llista de topònims d'Artesa de Lleida (Orografia: muntanyes, serres, collades, indrets..; hidrografia: rius, fonts...; edificis: cases, masies, esglésies, etc).

## Demografia
| 1497 f | 1515 f | 1553 f | 1717 | 1787 | 1857 | 1877 | 1887 | 1900 | 1910 |
| ------ | ------ | ------ | ---- | ---- | ---- | ---- | ---- | ---- | ---- |
| 43     | 39     | 41     | 69   | 389  | 529  | 686  | 694  | 967  | 976  |

| 1920  | 1930  | 1940  | 1950  | 1960  | 1970  | 1981  | 1990  | 1992  | 1994  |
| ----- | ----- | ----- | ----- | ----- | ----- | ----- | ----- | ----- | ----- |
| 1.128 | 1.074 | 1.097 | 1.195 | 1.206 | 1.229 | 1.170 | 1.165 | 1.211 | 1.211 |

| 1996  | 1998  | 2000  | 2002  | 2004  | 2006  | 2008  | 2010  | 2012  | 2014  |
| ----- | ----- | ----- | ----- | ----- | ----- | ----- | ----- | ----- | ----- |
| 1.217 | 1.243 | 1.326 | 1.323 | 1.379 | 1.451 | 1.503 | 1.525 | 1.507 | 1.508 |

| 2016  | 2018  | 2020  | 2022  | 2024  | 2026 | 2028 | 2030 | 2032 | 2034 |
| ----- | ----- | ----- | ----- | ----- | ---- | ---- | ---- | ---- | ---- |
| 1.512 | 1.538 | 1.535 | 1.505 | 1.539 | -    | -    | -    | -    | -    |

## Llocs d'interès
- Museu Arqueològic d'Artesa de Lleida.[1]
- Ermita de Sant Ramon[2]
- Poliesportiu Municipal